# Флор, Мигель Анхель де ла
Мигель Анхель де ла Флор (20 ноября 1924,  Чиклайо, Перу — 12 января 2010, Лима, Перу) — перуанский политический деятель, министр иностранных дел Перу (1972—1976).

## Биография
Перуанский генерал.
В 1972—1976 гг. — министр иностранных дел Перу. Во внешней политике, в отличие от своих современников в Латинской Америке 1970-х, которые были главным образом правыми военными диктатурами, он ориентировался на сотрудничество с СССР и его союзниками, укреплял отношения с Кубой и подписал ряд контрактов на закупку советской военной техники.